# Уроки для дітей

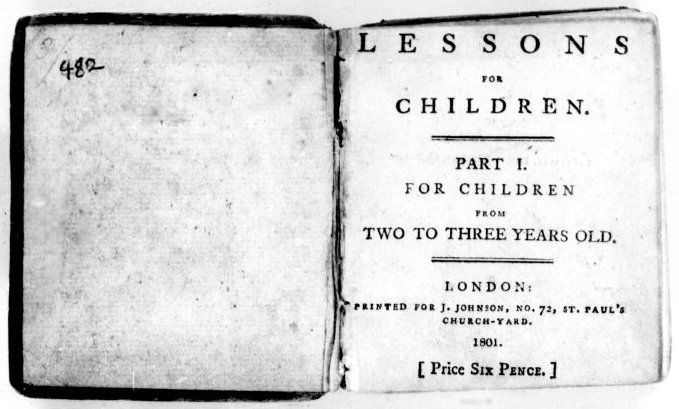
Титульна сторінка видання 1801 року « Уроки для дітей», частина I

«Уроки для дітей» (англ. Lessons for Children) — серія, яка складається з чотирьох букварів, адаптованих для дітей певного віку, написаних британською поетесою та есеїстом 18-го століття Анною Летицією Барбо. Книги опубліковані в 1778 і 1779 роках, поклали початок революції дитячої літератури в англо-американському суспільстві. У них вперше були враховані потреби наймолодших читачів: прості друковані тексти ускладнюються, відповідно до рівня навченості дитини. Це перші кроки експериментальної педагогіки в англо-американській дитячій літературі. Книги Барбо написані у побутовому стилі, який відображає спілкування матері і дитини стосовно навколишнього світу. Спираючись на педагогічні ідеї Джона Локка, авторка наголошує на навчанні через органи чуття.
Однією з основних моральних цінностей уроків Барбо є те, що кожна особистість є частиною навколишнього світу, у цьому полягають особливості жіночого письма, у якому підкреслюється взаємозв'язки у суспільстві. Головний герой текстів Чарльз, досліджує своє ставлення до природи, до тварин, до людей і, зрештою, до Бога.
Уроки мали значний вплив на розвиток дитячої літератури у Великій Британії та США. Послідовницями Анни Летиції Барбо були Марія Еджворт, Сара Тріммер, Джейн Тейлор та Елленор Фенн, одні з відомих дитячих письменниць, чиї твори були тривалий час популярними у дитячій літературі. Саме ж видання «Уроків» передруковувалося більше століття. Однак через низьку оцінку роботи Барбо, Тріммер та інших жінок з боку їх сучасників письменників-чоловіків «Уроки» Барбо рідко вивчаються вченими. Насправді, детально їх почали аналізувати лише з 1990-х років.

## Публікація, структура та педагогічна теорія

### Публікація та структура
«Уроки» зображують матір, яка навчає сина. Імовірно, багато подій були натхненні досвідом Барбол в навчанні її власного усиновленого сина, її племінника Чарльза, оскільки події корелюють з його віком та зростанням. Незважаючи на те, що не збереглося перших видань творів, вчений з дитячої літератури Міці Майєрс відновив можливі дати публікацій з листів Барбо та ранніх оглядів книг таким чином: Уроки для дітей від двох до трьох (1778); Уроки для дітей трьох дітей, частина I (1778); Уроки для дітей трьох дітей, частина II (1778); та Уроки для дітей від трьох до чотирьох (1779). Після первинної публікації серія часто виходила як один том.

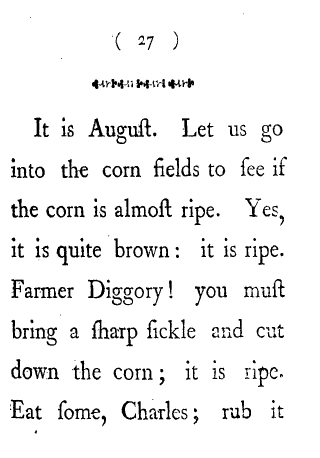
Сторінка з Уроків для дітей Барбо, частина 2, перша частина для дітей трьох (дублінське видання 1779) демонструє широкий інтервал і великий шрифт

Барбо вимагала друкувати її книги великим шрифтом із широкими полями, щоб вони були доступними для читання дітьми; вона започаткувала та поширювала такий стиль друку. У своїй історії дитячої літератури в «Опікуні освіти» (1802—1806) Сара Тріммер зазначила ці нововведення, а також використання високоякісного паперу та великі проміжки між словами. Тіакі зміни у виробництві дитячих книг полегшило їх читання, однак, водночас, зробили їх надто дорогими для дітей бідних, тому книги Барбо сприяли створенню виразну естетики дитячої книги для середнього класу.
Тексти Барбо були розроблені для вдосконалення читацької компетенції, починаючи з односкладових слів, і переходячи до багатоскладових. Перша частина «Уроків» включає прості висловлювання, у той час як друга частина стає складнішою.